# Eupnigodes sierranus
Eupnigodes sierranus is een rechtvleugelig insect uit de familie veldsprinkhanen (Acrididae). De wetenschappelijke naam van deze soort is voor het eerst geldig gepubliceerd in 1909 door Rehn & Hebard.